# Juin 1959

## Évènements
- Les États-Unis acceptent de donner à la Grèce des informations liées au nucléaire et de lui fournir des fusées balistiques.

- 3 juin : Singapour accède à l'autonomie gouvernementale.

- 4 juin : Cuba exproprie les américains de leurs propriétés sur les plantations de cannes à sucre et sur les moulins de transformation.

- 8 juin : 
  - la France refuse le stockage d'armes atomiques sur son territoire.
  - Premier vol non propulsé du North American X-15 largué d'un Boeing B-52 Stratofortress.

- 9 juin : lancement du G. Washington, premier sous-marin nucléaire SNLE américain.

- 13 juin : signature d'un pacte commercial entre la Chine communiste et Ceylan.

- 17 juin : premier vol du prototype de bombardier français Dassault Mirage IV.

- 18 juin : élection générale albertaine.

- 19 au 20 juin Nouveau-Brunswick : Désastre d'Escuminac causant la mort de 35 pêcheurs en mer.

- 20 juin :
  - L'URSS refuse de donner la bombe atomique à la Chine.
  - Début d'une de grève de six semaines dans le secteur de l'imprimerie en Grande-Bretagne.
  - Départ de la vingt-septième édition des 24 Heures du Mans.

- 21 juin : victoire de Carroll Shelby et Roy Salvadori aux 24 Heures du Mans.

- 26 juin : création de l’Alliance des Bakongo, parti politique du Congo belge qui deviendra la République démocratique du Congo.

- 28 juin - 17 juillet[1] : la Chine procède à une « réforme démocratique pour l’émancipation des serfs au Tibet ».

## Naissances
- 1er juin:
  - Martin Brundle, ancien pilote automobile anglais de Formule 1 (Royaume-Uni).
  - Thierry Rey, judoka français, champion du monde en 1979 et champion olympique en 1980.
  - Alan Wilder, ex-membre du groupe anglais Depeche Mode (Royaume-Uni).
- 2 juin : Erwin Olaf, photographe néerlandais († 20 septembre 2023).
- 7 juin : Mike Pence, vice-président des États-Unis de 2017 à 2021.
- 8 juin : 
  - Ruud Kuijer, sculpteur néerlandais.
  - Hubert Velud, footballeur et entraîneur français.
- 9 juin : José Guirao Cabrera, homme politique et administrateur culturel espagnol († 11 juillet 2022).
- 10 juin : Carlo Ancelotti, entraîneur actuel du Bayern Munich.
- 11 juin : Hugh Laurie, comédien britannique (Royaume-Uni).
- 12 juin : Scott Thompson, acteur et scénariste.
- 14 juin :
  - Hervé Gaschignard, évêque catholique français, évêque auxiliaire de Toulouse de 2008 à 2012 puis évêque d'Aire et Dax.
  - Władysław Pasikowski, metteur en scène et scénariste polonais (Pologne).
- 16 juin : David Assouline, personnalité politique française (France).
- 17 juin : 
  - Thierry Brac de La Perrière, évêque catholique français, évêque de Nevers.
  - Francis Ginibre, comédien et humoriste français (France).
  - Kandia Camara, femme politique ivoirienne.
- 19 juin : Anne Hidalgo, femme politique française, maire de Paris.
- 21 juin : Richard Baawobr, cardinal ghanéen, évêque de Wa († 27 novembre 2022).
- 22 juin :
  - Nicola Sirkis, chanteur du groupe français Indochine jumeau de Stéphane Sirkis (France).
  - Stéphane Sirkis, guitariste du groupe Indochine († 27 février 1999) jumeau de Nicola (France).
  - Henriette Lagou Adjoua, femme politique ivoirienne.
- 23 juin : Sylvie Aubenas, bibliothécaire et historienne de la photographie française sœur de Florence (France).
- 24 juin : Richard Melillo, judoka français.
- 25 juin : Marc Guillemot, navigateur français (France).
- 27 juin : Janusz Kaminski, réalisateur et directeur de la photographie américain (États-Unis).
- 30 juin : Vincent D'Onofrio, acteur et un producteur de film américain (États-Unis).

## Décès.
- 1er juin : Sax Rohmer, romancier britannique (° 1883).
- 16 juin : George Reeves, acteur et réalisateur américain (° 5 janvier 1914).
- 23 juin : Boris Vian, écrivain et musicien français  (° 1920).
- 24 juin : Charles Starkweather, américain de 19 ans, auteur de 11 meurtres.